# Coupe Memorial 1977
Navigation
Édition précédente Édition suivante
L'édition 1977 de la Coupe Memorial est présentée du 8 au 14 mai 1977 à Vancouver en Colombie-Britannique. Gérée par l'Association canadienne de hockey amateur, elle regroupe les meilleures équipes de niveau junior à travers les ligues basée au Canada.

## Équipes participantes
- Les Castors de Sherbrooke représentent la Ligue de hockey junior majeur du Québec.
- Les 67 d'Ottawa représentent la Ligue de hockey junior majeur de l'Ontario.
- Les Bruins de New Westminster représentent la Ligue de hockey de l'ouest du Canada.

## Classement de la ronde préliminaire
| Équipe                    | PJ | V | D | BP | BC | Pts |
| ------------------------- | -- | - | - | -- | -- | --- |
| 67 d'Ottawa               | 4  | 3 | 1 | 21 | 13 | 6   |
| Bruins de New Westminster | 4  | 3 | 1 | 18 | 14 | 6   |
| Castors de Sherbrooke     | 4  | 0 | 4 | 7  | 19 | 0   |

## Résultats

### Résultats du tournoi à la ronde
| Date        | Vainqueur                 | Résultat | Perdant                   | Lieu             |
| ----------- | ------------------------- | -------- | ------------------------- | ---------------- |
| 8 mai 1977  | Bruins de New Westminster | 7-6      | 67 d'Ottawa               | Pacific Coliseum |
| 9 mai 1977  | Bruins de New Westminster | 4-2      | Castors de Sherbrooke     | Pacific Coliseum |
| 10 mai 1977 | 67 d'Ottawa               | 6-1      | Castors de Sherbrooke     | Pacific Coliseum |
| 11 mai 1977 | 67 d'Ottawa               | 4-3 (P)  | Bruins de New Westminster | Pacific Coliseum |
| 12 mai 1977 | Bruins de New Westminster | 4-2      | Castors de Sherbrooke     | Pacific Coliseum |
| 13 mai 1977 | 67 d'Ottawa               | 5-2      | Castors de Sherbrooke     | Pacific Coliseum |

### Ronde finale
| Date        | Vainqueur                 | Résultat | Perdant     |                  |
| ----------- | ------------------------- | -------- | ----------- | ---------------- |
| 14 mai 1977 | Bruins de New Westminster | 6-5      | 67 d'Ottawa | Pacific Coliseum |

## Effectifs
Voici la liste des joueurs des Bruins de New Westminster, équipe championne du tournoi 1977 :
- Entraîneur : Ernie McLean
- Gardiens : Blaine Peterson et Carey Walker.
- Défenseurs :  Barry Beck, Gerry Bell, Brad Maxwell, Brian Young et Miles Zaharko.
- Attaquants : Bruce Andres, Randy Betty, Ray Creasy, Doug Derkson, Don Hobbins, John-Paul Kelly, Mark Lofthouse, Dave Orleski, Randy Rudnyk, Stan Smyl et Carl Van Harrewyn.

## Honneurs individuels
- Trophée Stafford-Smythe (MVP) : Barry Beck (Bruins de New Westminster)
- Trophée George-Parsons (meilleur esprit sportif) : Bobby Smith (67 d'Ottawa)
- Trophée Hap-Emms (meilleur gardien) : Pat Riggin (67 d'Ottawa)

Équipe d'étoiles :
- Gardien : Pat Riggin (67 d'Ottawa)
- Défense : Barry Beck (Bruins de New Westminster); Brad Maxwell (Bruins de New Westminster)
- Centre : Bobby Smith (67 d'Ottawa)
- Ailier gauche : Jere Gillis (Castors de Sherbrooke)
- Ailier droit : Mark Lofthouse (Bruins de New Westminster)